# Tephrina ansorgei
Tephrina ansorgei là một loài bướm đêm trong họ Geometridae.